# Dimorphostylis longitelson
Dimorphostylis longitelson is een zeekommasoort uit de familie van de Diastylidae. De wetenschappelijke naam van de soort is voor het eerst geldig gepubliceerd in 1963 door Kurian.